# Семен Олізарович
Семен (Сенько) Олізарович-Волчкович (*д/н — 1507) — державний діяч, урядник Великого князівства Литовського.

## Життєпис
Походив з київського боярського роду Олізарів-Волчковичів гербу Радван Щедрий. Син Романа Олізаровича, київського намісника князя Семена Олельковича. Перша згадка про Семена Романовича Олізаровича відноситься до 1486 року. Тоді він призначається житомирським намісником (старостою). На цій посаді перебував до 1488 року, коли стає берестейським старостою.
1496 року пошлюбив доньку Юрія Заславського, отримавши як посаг село Білашів на Волині. Разом з луцьким латинським єпископом Іваном (Яном) Андрушевичем «Пуделком» литовською радою був виряджений послом до Польщі з проектом унії у 1490-х роках.
У 1502 році стає черкаським намісником. На цій посаді брав активну участь у захисті кордонів від нападів кримських татар. У 1506 році призначається овруцьким намісником. Помер на посаді 1507 року.

## Родина
Дружина — Марина, донька князя Юрія Заславського.
Діти:
- Лев
- Анастасія Богдана (д/н—до 1534), дружина: 1) Івана Сангушки, князя Ковельського; 2) князя Івана Вишневецького